# Kékszalagos pitta
A kékszalagos pitta (Erythropitta arquata) a madarak osztályának verébalakúak (Passeriformes) rendjébe és a pittafélék (Pittidae) családjába tartozó faj.

## Rendszerezése
A fajt John Gould angol ornitológus írta le 1871-ben, a Pitta nembe Pitta (Phoenicocichla) arquata  néven. Egyes szervezetek jelenleg is ide sorolják Pitta arquata néven.

## Előfordulása
Borneó szigetén, Brunei, Indonézia és Malajzia területén honos. Természetes élőhelyei a szubtrópusi és trópusi síkvidéki és hegyi esőerdők. Állandó nem vonuló faj.

## Megjelenése
Testhossza 15 centiméter, testtömege 49–58 gramm.

## Életmódja
Hangyákkal és rovarokkal táplálkozik.

## Természetvédelmi helyzete
Az elterjedési területe nagyon nagy, egyedszáma csökken, de még nem éri el a kritikus szintet. A Természetvédelmi Világszövetség Vörös listáján nem fenyegetett fajként szerepel.